# Alexandru Dincă
Alexandru Dincă, född den 18 december 1945 i Bukarest, Rumänien, död 30 april 2012, är en rumänsk handbollsspelare.
Han tog OS-brons i herrarnas turnering i samband med de olympiska handbollstävlingarna 1976 i München.